# Ceridian
O Ceridian é um fornecedor de Gestão de Recursos Humanos para softwares e serviços com empregados nos Estados Unidos, Canadá, Europa e Maurício. Ela era uma empresa de capital até que foi adquirida em 2007 pelos sócio Thomas H. Lee e Fidelity Nacional financial.

## História
Ceridian é uma descente da "Control Data Corporation" em 1992, Ceridian foi fundada sendo uma empresa que presta serviços de informação de reestruturação do CDC, uma empresa de serviços e fabricação de informática fundada em 1957.
Em 2007, Ceridian foi comprado por 5.3 bilhões de dólares pelos sócios Thomas H. Lee Partners e Fidelity National Financial (FNF). As ações até então ordinárias da Ceridian cessaram as negociações da NYSE antes do início das negociações em 9 de novembro de 2007 e foram então retiradas da NYSE.
Em março de 2012, a Ceridian concluiu a aquisação da Dayforce, um único aplicativo SaaS para RH, folha de pagamentos, impostos, benefícios , gerenciamento de mão de obra, gerenciamento de talentos e várias atividades. correlacionadas. Em outubro de 2013 o Ceridian anunciou a sua separação legal do HCM e dos negócios de pagamentos sendo operada como um "Comdata Inc". ("comdata"),e o HCM negócios sendo operado como Ceridian HCM holding Inc. ("Ceridian HCM")
Por fim em fevereiro de 2013 David Ossip, CEO da Dayforce, tornou-se CEO da "ceridian HCM".

## História da Ceridian

### FNF (Fidelity National Financial)
É o maior provedor de hipotecas comerciais e residenciais dos Estados Unidos e serviços diversificados. FNF gera aproximadamente sete bilhões na receita anual de suas operações de títulos e imóveis. Fidelity National Financial, Inc. é classificada atualmente como o número 316 na lista das maiores empresas da América. os seguradores de seguros que compõe Fidelity National Title Group(FNTG) - Fidelity National Title, Chicago Title, Commonwealth Land Title,Security Title Agency, Ticor Title e Alamo Title - Atualmente emitem apólices de seguros de títulos residencias e comerciais para propriedades multimilionárias em todo o território do EUA.

### Fidelity National Title Group
A fidelity National Title Group (FNTG) é um subsidiario do padronizado FNF em 2005, forneceria serviços de títulos e de custódia. O web site da FNTG afirma que os subscritores do grupo emitem aproximadamente metade dos contratos de seguro de títulos nos Estados Unidos.

### Thomas H. Lee Partners
Thomas H. Lee Partners é uma empresa americana firmada em Boston, Massachusetts especializada em aquisições alavanadas, crescimento de capital, situações especiais , consolidações industriais e recapitalização. Fundada em 1974,Thomas H. Lee Partners, frequentemente referenciado como THL ou THL partners. Levantou aproximadamente 22 bilhões de dólares de capital próprio , investindo em mais de 100 empresas com um preço de compra agregado de mais de 150 bilhões de dólares. Em 2012, a Private Equity INternational classificou a THL partners como a vigésima segundo dentre as 300
maiores privaty Equity baseados em recursos capitados. A equipe de Thomas H. Lee Partners inclui 21 sócios liderados por Anthony DiNovi e Scott M. Sperling qe se tornaram copresidentes da empresa em 1999,  o nome da empresa Thomas H. Lee
deixou a empresa  formou a Lee Equity Partners em 2006.

### Control Data Corporation (CDC)
CDC era uma empresa (supercomputador). O cdc foi uma dos noves maiores computadores do Estados Unidos em meados dos anos 60. os outros eram da IBM. Control Data Corporation foi bem conhecido e altamente considerado em toda a indústria na época. por volta de 1960 Seymour Cray trabalhou na CDC e desenvolveu uma seria de maquinários que eram de longe os computadores mais rápidos do mundo. Até que Cray saiu da corporação para fundar a Cray Research (CRI) nos anos 70. Depois de vários anos de perda no início de 1980, em 1988 CDC começou a deixar o negocio de produção de computadores e vendeu as partes relacionadas com a corporação. Um processo que foi completado em 1992 com a criação do Control Data System, Inc .  Os negócios restantes da CDC operam atualmente como o Ceridian.